# Johann Nepomuk Wilczek
Johann Nepomuk Wilczek, född 7 december 1837 i Wien, död där 27 januari 1922, var en österrikisk greve och främjare av polarforskningen. Wilczeks land i Frans Josefs land är uppkallad efter honom.
Wilczek företog själv en kortare resa i polartrakterna och bekostade till större delen av Carl Weyprechts och Julius von Payers polarexpedition, som han följde till Novaja Zemlja och som 1873 upptäckte Frans Josefs land, liksom den österrikiska övervintringsexpeditionen till Jan Mayen 1882-83. Han var även mycket intresserad av den av första världskriget avbrutna planen att 1914 utsända en expedition till Antarktis. Wilczek deltog i stiftandet av Wiens geografiska sällskap (1856) och antropologiska sällskap (1870) samt verkade även som konstmecenat.